# Quararibea platyphylla
Quararibea platyphylla é uma espécie de angiospérmica da família Bombacaceae.
Pode ser encontrada nos seguintes países:  Costa Rica e Panamá.
Está ameaçada por perda de habitat.